# Raj na ziemi (film 2012)
Raj na ziemi (oryginalny tytuł: Wanderlust) – amerykański film komediowy z 2012 roku w reżyserii Davida Waina. W rolach głównych wystąpili między innymi Paul Rudd i Jennifer Aniston.

## Fabuła
George (Paul Rudd) i Linda (Jennifer Aniston) to przemęczeni i zestresowani mieszkańcy Manhattanu. Kiedy George zostaje zwolniony z pracy, a projekt filmu dokumentalnego Lindy odrzucony, okazuje się, że nie są już w stanie utrzymać drogiego mini-loftu w West Village. Zostaje im jedyna możliwa opcja: muszą wyruszyć do Atlanty - do brata George’a, Ricka. Podczas podróży, George i Linda trafiają do Elysium. Po spędzeniu nocy wśród członków komuny, George i Linda decydują się odbudować swoje życie.

## Obsada
- Paul Rudd jako George
- Jennifer Aniston jako Linda
- Justin Theroux jako Seth
- Malin Åkerman jako Eva
- Lauren Ambrose jako Almond
- Joe Lo Truglio jako Wayne Davidson
- Alan Alda jako Carvin
- Kathryn Hahn jako Karen
- Ken Marino jako Rick
- Jordan Peele jako Rodney
- Kerri Kenney-Silver jako Kathy
- Michaela Watkins jako Marisa
- Ray Liotta jako on sam

## Sprzedaż
W Stanach Zjednoczonych, w pierwszy weekend film zarobił 6.526.650 dolarów. Do 29 marca 2012 r. uzyskał wynik $ 19.762.797 sprzedaży ogólnoświatowej.